# اچ‌ام‌اس ساپفیر (۱۶۵۱)
اچ‌ام‌اس ساپفیر (۱۶۵۱) (به انگلیسی: HMS Sapphire (1651)) یک کشتی بود که طول آن ۱۰۰ فوت (۳۰٫۵ متر) بود.